# Pilar Ribeiro
Pilar Ribeiro   (Lisboa, 5 d'octubre de 1911 - Cascais, 29 de març de 2011) va ser una matemàtica portuguesa.
Va néixer a Lisboa el 1911, filla de Joaquim Rodrigues i Luísa Loureiro, però va utilitzar els seu cognom de casada en tots els seus escrits. En una època en què no era habitual que les dones estudiessin, es va llicenciar en Matemàtiques a la Facultat de Ciències de Lisboa, l'any 1933. Paral·lelament, es va casar amb el també matemàtic Hugo Baptista Ribeiro, a qui havia conegut durant els estudis. En fundar-se la Societat Portuguesa de Matemàtiques, de la qual ella va ser un membre fundador, en el bienni 1941/1942, va ocupar el càrrec de Primer Secretari. Va tornar al mateix càrrec a l'administració de 1946/1947, quan Hugo Baptista Ribeiro va ser secretari general. Durant la primera fase de la Societat, va ser molt activa en la seva consolidació, i fins i tot a l'estranger va produir textos per a la Gazeta de Matemáticas sobre l'ensenyament de les matemàtiques a Suïssa.
Entre 1942 i 1946 va acompanyar el seu marit a Zuric, on va completar els seus estudis i es va doctorar. Pilar Ribeiro, mentrre tant, va assistir a diversos cursos d'especialització a l'ETH Zürich.
L'any 1947, després de les purgues d'intel·lectuals a Portugal, la parella, que s'oposaven fermament a la dictadura salazarista, van marxar als Estats Units d'Amèrica. Pilar Ribeiro va ser professora de matemàtiques a la universitat Estatal de Pennsilvània. Després del 25 d'abril, la parella va tornar a Portugal. Del 1976 al 1980, Pilar Ribeiro va ser professora a la universitat de Porto i a l'Escola Biomèdica Abel Salazar. Pilar Ribeiro va morir a Cascais el 28 de març de 2011, als 99 anys, a pocs mesos de complir els 100 anys.